# Klepduiker
Een klepduiker is in de waterbouwkunde een duiker met daarin een klep die onder druk uit de gewenste richting open gaat staan, maar onder druk uit tegengestelde richting dichtblijft. Daardoor kan men een klepduiker gebruiken om een gebied in de gewenste richting af te wateren. Een klepduiker werkt natuurlijk alleen als het water afwisselend aan beide kanten hoger staat, zoals dit bijvoorbeeld het geval kan zijn in gebieden die onderhevig zijn aan getijden. In Friesland en Groningen spreekt men ook wel over pomp of klief.  
Een wachtersluis functioneert net als een klepduiker, maar is niet als duiker uitgevoerd, maar als een spuisluis met een deur die zichzelf sluit bij een hogere buitenwaterstand. In riolen komen vergelijkbare constructies voor, ze worden daar terugslagklep genoemd.   

## Oudste duiker in Vlaardingen
De oudste teruggevonden klepduiker werd in de jaren negentig van de twintigste eeuw op het bedrijventerrein Hoogstad in Vlaardingen gevonden. Deze klepduiker dateert van  tussen 70 en 120 n.Chr. In een kreek hadden vermoedelijk Cananefatische boeren een dam, met daarin een duiker gebouwd. Deze bestond uit twee uitgeholde boomstammen, die ten dele in elkaar waren geschoven. Aan de achterzijde van de ene boom (een els van 3,6 meter) bevond zich een U-vormige uitholling. De andere boomstam (een 3,15 meter lange es) was aan de voorzijde taps gedisseld. Een rechthoekige stop paste precies in de U-vormige uitholling van de eerste boomstam. 
Als men beide boomstammen in elkaar schoof dan ontstond een duiker van 6,30 meter lang. De voorzijde van de eerste boomstam bevatte een rechthoekige uitsparing met een rechthoekig gat erin. Hieruit heeft men afgeleid dat er een klep aan was bevestigd. De kreek, waarin de dam met de duiker lag, was onderhevig aan zoetwatergetijde. Bij hoogwater werd de klep vanzelf dichtgedrukt, terwijl het overtollige regenwater bij laagwater automatisch de klep openduwde en zo kon wegvloeien. Deze duiker werkte als een zelfregulerende sluis. Deze sluis is de oudst bekende uit heel West-Europa. Hij is tentoongesteld in het Museum Vlaardingen. 

## Voorkomen
Klepduikers werden in Nederland vooral gevonden rond de Waddenzee en werden doorgaans aangeduid als klief. Grotere duikers met een meterslange sluiskoker werden zijl genoemd (Fries: syl, Gronings: ziel, Duits:Siel). De meeste zijlen hadden twee of drie stel sluisdeuren (ebdeuren, vloeddeuren en stormdeuren). De ebdeuren dienden om te voorkomen dat al het water uit het toevoerkanaal zou wegstromen, waardoor scheepvaart onmogelijk zou worden. In toponiemen kennen we nog benamingen als Dokkumer Nieuwe Zijlen en Noordpolderzijl. Inmiddels zijn  de meeste klepduikers op het vasteland vervangen door gemalen, maar op Schiermonnikoog ten oosten van de veerdam en op Terschelling bij Lies en Kinnum vindt men nog werkende klepduikers.

## Externe bronnen
- Tim de Ridder, De oudste deltawerken van West-Europa, Kennislink, 30 mei 2001
- Tim de Ridder, De oudste deltawerken van West-Europa, Tijdschrift voor Waterstaatsgeschiedenis 8(1999)